# Budweiser Budvar
Budweiser Budvar (чеськ. Budějovický Budvar, укр. Будвайзер Будвар, Будьейовіцьки Будвар) — чеське пивоварне підприємство, розташоване у місті Чеські Будейовиці. Перебуває в національній власності.
Широко відома у світі назва Budweiser походить від німецькомовної назви цього міста — Budweis і буквально перекладається як Будейовицьке. Існування популярного американського пива з аналогічною назвою обумовило суперечку щодо прав використання торговельної марки Budweiser, яка почалася ще 1907 року і досі остаточно не розв'язана.

## Історія
Історичним попередником броварні Budweiser Budvar прийнято вважати засновану 1895 року Чеську акціонерну броварню (чеськ. Český akciový pivovar), яка стала другим промисловим пивоварним підприємством у Чеських Будейовицях. Перша броварня міста, Budweiser Bürgerbräu, була заснована більш ніж на 100 років раніше і традиційно вважалася «німецьким» підприємством, оскільки належала та керувалася етнічними німцями, що складали значну частину населення Чеських Будейовиць. Чеська акціонерна броварня відповідно позиціонувалася як чеське підприємство і була заснована на хвилі т. зв. «чеського економічного патріотизму», коли чеська більшість населення міста намагалася через розвиток власного підприємництва посилити економічні позиції місцевої чеської громади.

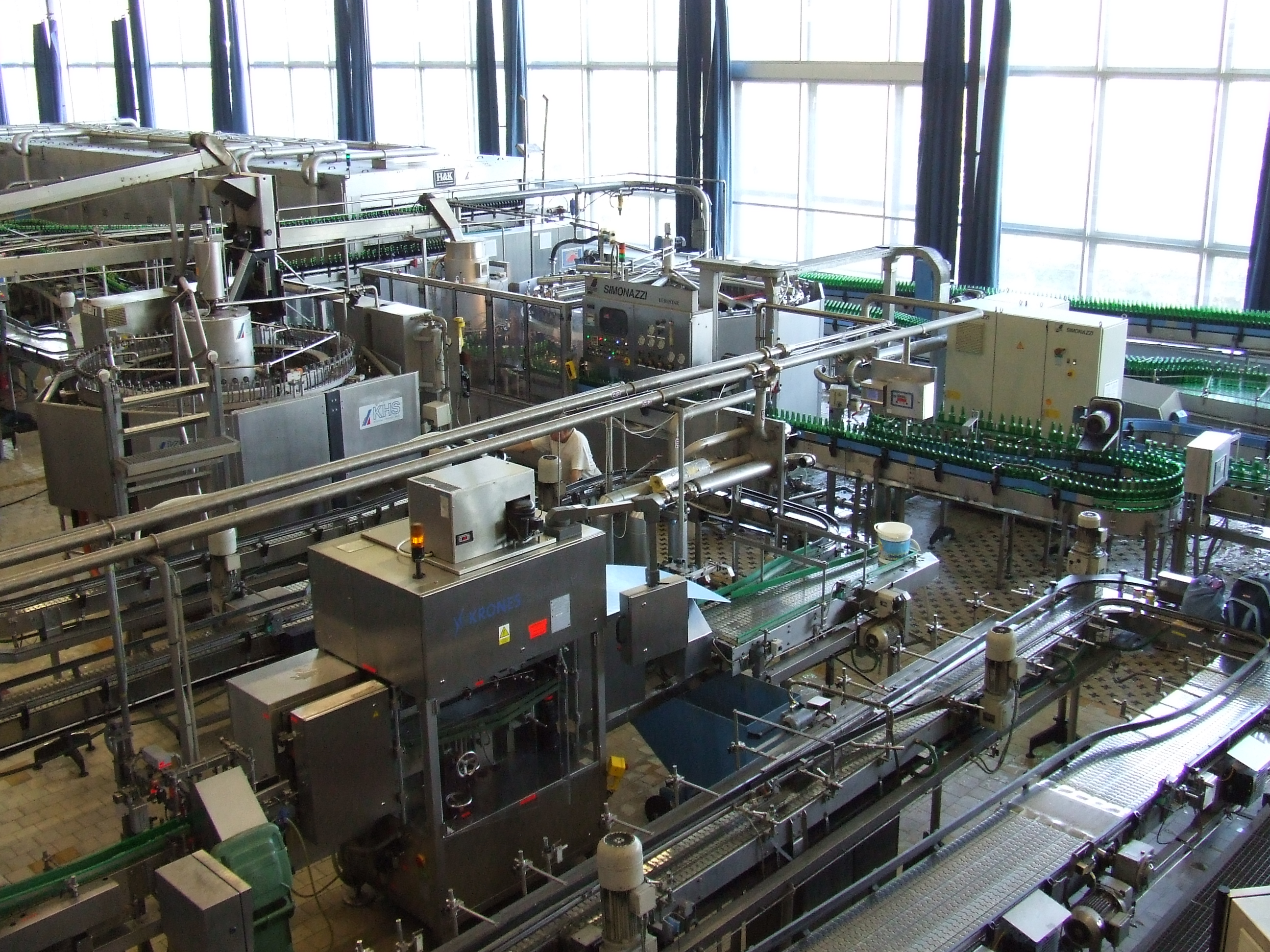
Сучасний вигляд цеху з розливу пива.

Виробництво пива на Чеській акціонерній броварні динамічно розширювалося і вже на початку XX ст. її продукція почала еспортуватися за кордон. Протягом 1920-х броварнею було зареєстровано низку торговельних марок, у т.ч. Budweiser bier, під якими її продукція стала добре відомою у багатьох країнах світу. 1936 року назву підприємства було змінено на Budvar – Český akciový pivovar České Budějovice.
Під час Другої Світової війни Чеські Будейовиці входили до складу контрольованого Третім Рейхом Протекторату Богемії і Моравії, а пивоварне підприємство знаходилося під управлінням німецької адміністрації. З утворенням ЧССР у 1948 броварню було націоналізовано і вона увійшла до складу державного концерну Броварні Південної Богемії. 1967 року броварню у Чеських Будейовицях було виведено в окрему господарську одиницю, яка отримала сучасну назву (національне підприємство Budweiser Budvar) та була орієнтована, насамперед, на випуск продукції на експорт.
1989 року було змінено структуру управління на підприємстві для ефективнішої діяльності в умовах переходу від планової до ринкової економіки. При цьому броварня лишилася і наразі лишається у державній власності. Протягом 1989—2004 років було реалізовано масштабну програму модернізації та розширення виробництва, завдяки якій вдалося майже утричі збільшити обсяги виробничих потужностей і досягти у 2004 року реалізації 11 мільйонів декалітрів пива на загальну суму 2,4 мільярди чеських крон.
Броварня і надалі продовжувала нарощувати обсяги виробництва та реалізації, у 2008 році загалом було реалізовано вже понад 13 мільйонів декалітрів пива виробництва Budweiser Budvar, причому майже половина цих обсягів традиційно припала на експорт, який здійснюється до більш ніж 50 країн світу.

## Суперечка щодо назви

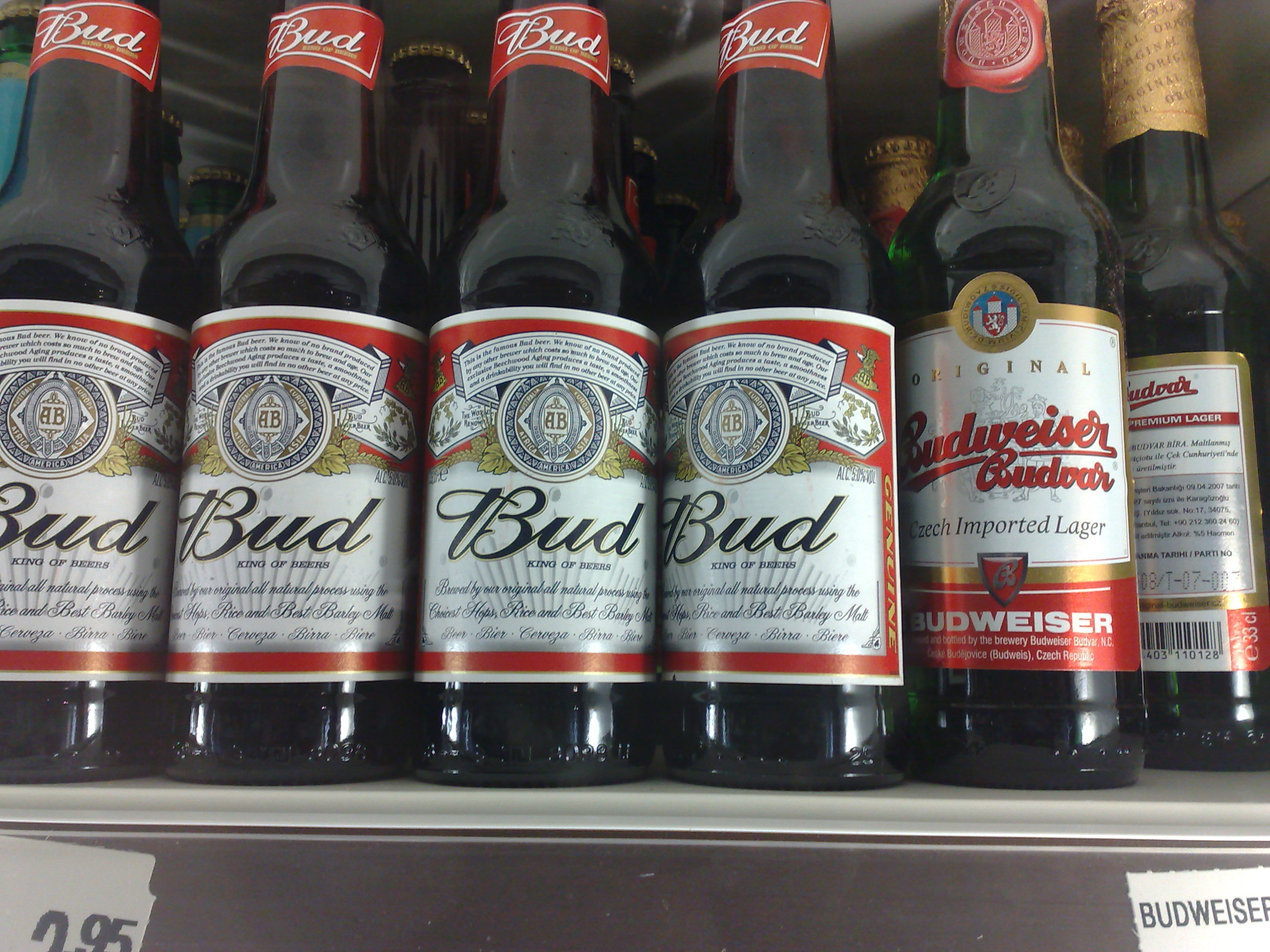
Американський Bud та чеський Budweiser поруч у магазині в Туреччині.

Передумовою виникнення суперечки щодо назви Budweiser став початок випуску пива під цією торговельною маркою американською пивоварною компанією Anheuser-Busch у 1876 році. Назву було обрано аби підкреслити преміальність нового сорту пива, оскільки уже на той час чеське пиво було добре відомим на американському континенті та асоціювалося з високою якістю. На момент появи американського Budweiser аналогічну назву носило пиво виробництва чеської броварні Budweiser Bürgerbräu, а з 1895 року пиво під такою ж назвою почала виробляти й броварня Budweiser Budvar.
Торговельна марка американського виробника була належним чином зареєстрована у США, у той час як обидві чеські броварні мали низку зареєстрованих у Європі торговельних марок з використанням слова Budweiser («будейовицьке») у назві. Початок суперечки щодо права використання цієї назви пов'язаний з поступовою глобалізацією пивного ринку і датується 1907 роком, у якому уперше пиво виробництва чеських та американської броварень почало з'являтися на одному й тому ж ринку. Попереднім вирішенням суперечки стала домовленість, досягнута того ж року, відповідно до якої назву Budweiser на американському ринку могла використовувати лише продукція Anheuser-Busch, а на європейських ринках — лише продукція чеських виробників. Зазначений принцип залишається в силі й посьогодні, хоча протягом наступних 100 років правила використання торговельної марки Budweiser на конкретних ринках неодноразово переглядалися як через нові уточнені домовленості, так й через судові рішення.
Наразі Budweiser Budvar має екслюзивне право на використання ТМ Budweiser на ринку більшості країн Європейського Союзу, де це право захищене внутрішнім законодавством про географічне зазначення.

## Продукція

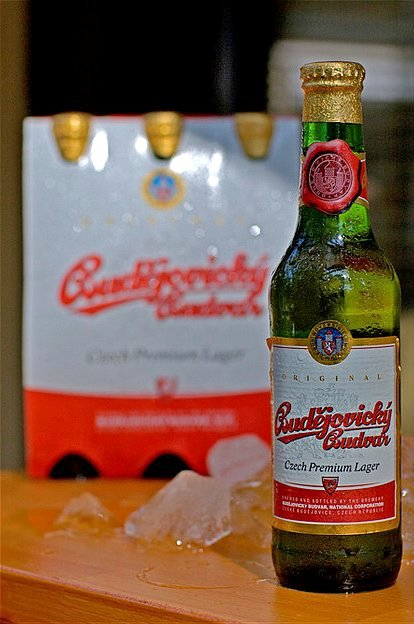
Budějovický Budvar для австралійського ринку

Через відсутність загального консенсусу щодо прав на торговельну марку Budweiser одна й та ж продукція броварні Budweiser Budvar може продаватися на різних ринках під різними торговельними назвами. Зокрема, назва Budweiser Budvar використовується на ринках більшості країн ЄС, у той час як на ринку США та Канади застосовується ТМ Czechvar, а на решті ринків — або Budweiser Budvar, або її чеськомовний відповідник Budějovický Budvar. Остання назва також використовується й на внутрішньому чеському ринку, однак радше не з правових, а з політичних міркувань, для підкреслення саме чеського походження цього пива.
Основним сортом пива броварні є: 
- Budějovický Budvar světlý ležák — класичний світлий лагер. Густина 12%; алк.об. 5,0 %. Міжнародною назвою сорту є Budweiser Budvar Czech Premium Lager, на північноамериканському ринку — Czechvar Czech Premium Lager.

Крім нього броварнею наразі виробляються:
- Budějovický Budvar světlé výčepní pivo — полегшене світле пиво. Густина 10%; алк.об. 4,0 %. Міжнародна назва — Budějovický Budvar Pale Beer.
- Budweiser Budvar tmavý ležák — темне пиво. Алк.об. 4,7 %. Міжнародна назва — Budweiser Budvar Premium Dark Lager.
- Budweiser Budvar nealkoholické pivo — безалкогольне пиво. Алк.об. до 0,5 %. Міжнародна назва — Budweiser Budvar non-alcoholic beer.
- Bud Super Strong — міцне пиво. Алк.об. 7,6 %. Розливається виключно у пляшки ємністю 0,33 л.

У березні 2007 року з метою посилення ринкових позицій у Чехії броварня започаткувала випуск пива під торговельною маркою Pardál, яке призначене виключно для внутрішнього ринку:
- Pardál Echt světlý ležák — світле пиво. Густина 11%; алк.об. 4,5 %.
- Pardál světlé výčepní pivo — світле пиво. Алк.об. 3,8 %.